# 渡辺純
渡辺 純（わたなべ じゅん、1954年7月20日 - ）は日本の建築家。株式会社JWA(Jun Watanabe&Associates)建築・都市設計主宰。作品は元所員として(株)槇総合計画事務所にて責任担当した幕張メッセ国際会議場、独立後のものとして安比高原牧場牛舎、中部大学男子留学生寮、ピアースコード中目黒、アジールコート荻窪、いずみやま荘ショートステイ棟、二葉学園グループホームアスター、広尾の二軒長屋、など。

## 略歴
1954年、東京都に生まれる。1978年、東京大学工学部建築学科卒業。1983年ハーバード大学建築大学院修了。丹下健三・都市・建築設計研究所(1978-1981)、I.M.ペイアンドパートナーズ(1983-1985)、槇総合計画事務所(1985-1990)勤務の後、1990年株式会社JWA建築・都市設計代表取締役として独立。同時にテキサス大学オースティン校建築学部助教授となる。1995年終身教授資格(Tenureship)取得。1996年中部大学工学部建築学科教授（2009年まで）。

## 受賞歴
- 1978年 - 「レストアルモニコ」で東京大学より卒業計画賞
- 1993年 - 「住まう空間中野南台」でアメリカ建築家協会 Austin Chapterデザイン賞
- 2002年 - 「吉備の家」で日本建築士会連合会最優秀賞[1]
- 2003年 - 「Villa Gamagori」でマイアミビエンナーレ住居部門ゴールドメダル
- 2004年 - 「Villa Gamagori」で日本建築士会連合会優秀賞[2]
- 2006年 - 「T邸丘の上の家」でわが家のリフォームコンクールすまいる愛知賞及び都市再生機構中部支社長賞[3]
- 2011年 - 「広尾の2軒長屋」でグッドデザイン賞[4]
- 2012年 - 「グループホームアスター」でグッドデザイン賞[5]

他

## 著作
- 『プロセスアーキテクチャー56　モシェサフディ1970以降の軌跡』　1985年
- 『成熟社会に合わせ建設環境に人間性を』富士総合研究所ファイ102号　1998年
- 第145回国会　国土・環境委員会会議録16号に参議院国土・環境委員会にて住宅・都市整備公団再編に関し参考人として意見陳述した内容紹介　1999年
- 『まちづくり元年として土岐市中心市街地活性化を』岐阜県まちづくりシンポジウム報告集2000

他

## 委員会等の活動
- 岐阜県土木部「ひだ・みのまちづくりコーディネーター委員」(1998 - )
- 東京都都市整備局「街並みデザイナー登録」(2004 - )
- 静岡県「地域づくりアドバイザー登録」(2002 - )

他